# Tomris Uyar

Tomris Uyar in ihrer Wohnung in İstanbul – Oktober 1996

Tomris Uyar (* 15. März 1941 in Istanbul, Türkei; † 4. Juli 2003 in Istanbul) war eine türkische Schriftstellerin.

## Leben und Wirken
Uyar absolvierte ein Journalistikstudium und lebte als freie Autorin und Übersetzerin in Istanbul. Ab Mitte der 1960er-Jahre veröffentlichte sie Erzählungen, Tagebücher und Übersetzungen sowie literaturkritische Arbeiten.
Uyar gilt als eine der herausragenden Autorinnen ihres Landes, die sich bewusst dem Schreiben von Kurzgeschichten als Genre widmete, die sie nicht als Erzählungen verstanden wissen wollte. Durch eigene Übersetzungen aus dem Englischen, Französischen und Deutschen bereitete sie sich gezielt auf den Beruf einer Literatin vor. Einige dieser Übersetzungen, darunter Virginia Woolf, Antoine de Saint-Exupéry und Gabriel García Márquez, spielten eine wichtige Rolle bei der Verbreitung westlicher Literatur in der Türkei.
Ihre Familie stammte aus Thessaloniki und im Elternhaus lernte sie die wichtigsten türkischen Literaten der Zeit kennen.
Tomris Uyar gehörte seit den 1960er Jahren zu einer Dichtergruppe, die den Existentialismus und Surrealismus in die Literatur der Türkei einbrachten. Außerdem war sie eine landesweit bekannte, aktive Gegnerin des Vietnamkrieges.
1975 gewann sie gemeinsam mit Turgut Uyar den Übersetzerpreis der Gesellschaft für Türkische Sprache (Türk Dil Kurumu) für die Übersetzung von Lukrez’ Lehrgedicht De rerum natura (Evrenin yapısı, Istanbul 1974). 1980 und 1987 war sie eine von zwei türkischen Autoren, die mit dem Sait-Faik-Literaturpreis (Sait Faik Ödülü), dem renommiertesten Erzählpreis der Türkei, zweimal ausgezeichnet wurden. In der Spielsaison 1986/87 erhielt sie den Theaterpreis Avni Dilligil, 1987 den Haldun-Taner-Preis, 2002 den Preis für den besten Erzählband des Jahres von der Zeitschrift Dünya. Im selben Jahr wurde sie mit dem Sedat-Simavi-Preis für Literatur ausgezeichnet.

## Veröffentlichungen (Auswahl)
Erzählungen und andere Schriften
- İpek ve bakır. Ankara: Bilgi Yayınevi, 1971 (5. Aufl.)
- Ödeşmeler. İstanbul: Sinan Yayınları, 1973 (3. Aufl.)
- Dizboyu papatyalar. İstanbul: Okar Yayınları, 1975 (5. Aufl.)
- Yürekte bukağı: öyküler. İstanbul: Okar Yayınları, 1979 (4. Aufl.), ausgezeichnet mit dem Sait-Faik-Erzählpreis für 1980
- Sesler, yüzler, sokaklar. Istanbul: Hür, 1981
- Yaz düşleri / Düş kışları: öyküler. İstanbul: Ada Yayınları, 1981 (3. Aufl.)
- Diz boyu papatyalar. İstanbul: Adam Yayıncılık, 1982
- Gece gezen kızlar: öyküler. İstanbul: Ada Yayınları, 1983 (3. Aufl.)
- Rus ruleti. İstanbul: Can Yayınları, 1985
- Yaza yolculuk: öyküler. İstanbul: Can Yayınları, 1986 (4. Aufl.), ausgezeichnet mit dem Sait-Faik-Erzählpreis für 1987
- Sekizinci günah. Cağaloğlu, İstanbul: Can Yayınları, 1990 (2. Aufl.)
- İki yaka iki uç: öyküler. Istanbul: Gendaş Yayınları, 1992
- Otuzların kadını. Istanbul: Can Yayınları, 1992 (3. Aufl.)
- Tanışma günleri/anları: (1989-1995). Galatasaray, İstanbul: Can Yayınları, 1995
- Aramızdaki şey. Galatasaray, İstanbul: Can Yayınları, 1998 (3. Aufl.)
- Şiirde dün yok mu: Turgut Uyar üzerine yazılar. Galatasaray, İstanbul: Can Yayınları, 1999
- Yüzleşmeler : bir uyumsuzun notları, 1995-1999. Galatasaray, İstanbul: Can Yayınları, 2000

Tagebücher
- Gündökümü 75: günlük. ̇Istanbul: Koza Yayınları, 1976
- Gündökümü (1975-1980): bir uyumsuzun notları. İstanbul: Can Yayınları, 1990
- Günlerin tortusu (1980-1984): bir uyumsuzun notları. Istanbul, Ada Yayınları, 1985
- Yazılı günler (1985-1988). Istanbul: Can Yayınları, 1989

Übersetzungen ins Deutsche
- Traumverkäufer. Kurzgeschichten. Übersetzt von Beatrix Caner, Frankfurt/Main: Literaturca Verlag, 2001, ISBN 3-935535-02-3